# 厚田村
厚田村（あつたむら）は、北海道石狩支庁北部にあった、厚田郡に所属していた村。
村名の由来は、アイヌ語の at-ta アッタ（オヒョウニレの樹皮・採る）に因む。オヒョウニレの樹皮はアイヌの民族衣装・アットゥシの素材として重要であった。厚田川の支流に、上流に沼があって水質の変化した at-woro-us-nayアッウォルシナイ（オヒョウニレの樹皮・水漬けする・いつもする・川 （河谷））があったと伝承がある。アイヌはオヒョウニレ樹皮の内側のやわらかい部分を水に漬けて解し、取りだした繊維を糸に紡いで布を織った。
2005年10月1日、浜益村と共に石狩市へ編入され、厚田村区域は、石狩市の地域自治区「厚田区」となった。

## 地理
石狩支庁北部に位置、西部の日本海、東部の山地にはさまれた険しい地形。
- 山：円錐峰 (690.2m)、安瀬山 (654.1m)、望来山 (326.5m)
- 河川：石狩川、厚田川、望来川
- 湖沼：望来ダム

### 隣接していた自治体
- 石狩支庁: 石狩市、当別町、浜益村

## 沿革

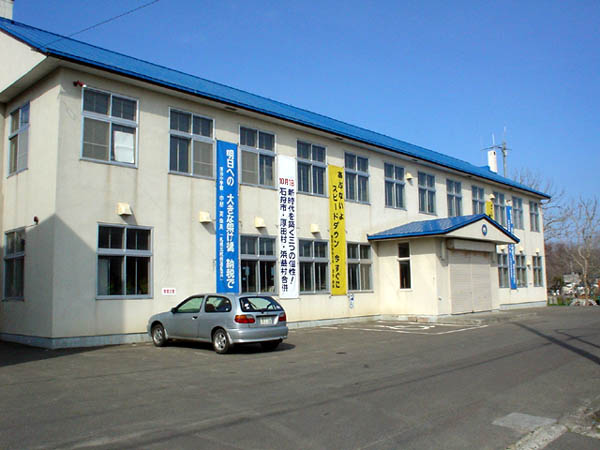
厚田村役場（2005年5月）

厚田村は、日本海沿岸に位置するため北海道では開拓が早く、1600年代からニシンなどの漁場として開かれ、江戸時代には松前藩によってアツタ場所が開かれていた。
- 1848年（嘉永元年） 厚田神社が創建される。
- 1869年 北海道11国86郡が置かれた際、石狩国厚田郡が置かれた。
- 1902年4月1日 厚田郡厚田村、別狩村（べつかり）、小谷村（こたに）、押琴村（おしこと）、古潭村（こたん）、安瀬村（やそすけ）、濃昼村（ごきびる）が合併、二級町村制施行、厚田郡厚田村。
- 1907年4月1日 厚田郡望来村（もうらい）と新設合併し、一級町村制施行。
- 2005年 石狩市に編入合併。厚田郡消滅。

## 姉妹都市・提携都市
- 石川県門前町

## 経済
基幹産業は水産業、農業（稲作）。

## 教育
中学校
- 厚田、聚富

小学校
- 厚田、望来、聚富

## 交通

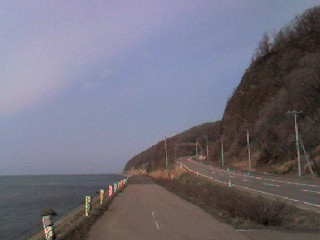
国道231号厚田付近

### 道路
一般国道
- 国道231号

道道
- 北海道道11号月形厚田線
- 北海道道527号望来当別線

### バス
- 北海道中央バス
- 沿岸バス（特急はぼろ号）

## 名所・旧跡・観光スポット・祭事・催事
- 暑寒別天売焼尻国定公園
- 厚田公園
- ルーラン海岸
  - 義経の涙岩
- 戸田記念墓地公園

## 出身の有名人
- 子母沢寛 - 小説家
- 戸田城聖 - 創価学会第二代会長
- 吉葉山潤之輔 - 第43代横綱
- 三木毅 - 札幌医科大学名誉教授。元旭川大学学長
- 佐藤松太郎